# Palaeopropithecinae
I Palaeopropithecinae sono una sottofamiglia estinta di lemuri vissuta fino a circa 500 anni fa in Madagascar, comprendente le più grandi specie di lemure mai esistite.
Avevano un cranio costituito per metà dalla forte mandibola, sulla quale era presente un unico incisivo: la formula dentaria di questi animali era infatti 2-1-2-3/1-1-2-3 (notare la somiglianza con la formula dentaria degli indri, i loro parenti più prossimi). Il bordo usurato dei forti denti molari lascia presupporre una dieta erbivora: probabilmente erano dei lenti brucatori di foglie.
Gli arti anteriori erano notevolmente più lunghi di quelli inferiori: date le notevoli dimensioni (fino a 200 kg di peso), fino a tempi recenti si pensava che per forza di cose si dovesse trattare di animali terrestri, ma la conformazione dell'articolazione del polso avrebbe reso assai difficoltosa l'andatura al suolo. È quindi più plausibile che questi animali fossero assai statici e vivessero appesi a testa in giù ai grossi rami della foresta, come gli attuali bradipi, da qui il nome comune di lemuri-bradipo a designare gli appartenenti alla sottofamiglia.
Si trovano resti subfossili di questi animali risalenti fino ad 8000 anni fa, ma la loro estinzione è avvenuta attorno al 1500; i primi esploratori delle coste malgasce riferiscono infatti di animali grandi quanto un vitello di due anni, ma già alcuni anni dopo gli europei parlano di questi animali come di leggende indigene.
L'estinzione avvenne con tutta probabilità a causa della caccia indiscriminata alla quale questi animali furono sottoposti dall'uomo, giunto in Madagascar circa 1500 anni fa: la loro lentezza, le grandi dimensioni e la relativa docilità li rendevano prede perfette.
Probabilmente, alla caccia si sommarono dei cambiamenti climatici, come periodi siccitosi, che diminuirono drasticamente l'estensione delle foreste, accelerandone il declino.

## Tassonomia
Attualmente sono tre i generi ascritti alla sottofamiglia:
Mesopropithecus era il genere più piccolo con circa 10 chilogrammi di peso. 
- Babakotia, i più piccoli della sottofamiglia, ma comunque pesanti fino a 20 kg.
- Palaeopropithecus, dal peso di 40–60 kg.
- Archaeoindris, il più grande lemure mai esistito, con un peso che sfiorava i due quintali: era probabilmente terricolo, il che, se i Palaeopropithecinae erano lemuri-bradipo, lo renderebbe l'equivalente malgascio dei bradipi terrestri sudamericani.

Alla sottofamiglia era fino a tempi recenti ascritto anche il genere Mesopropithecus, attualmente accorpato agli Indriinae.